# Morti nel 2022/Dicembre
| Questa pagina contiene informazioni ricavate automaticamente dalle voci biografiche con l'ausilio del template Bio e di un bot. L'aggiornamento è periodico e automatico e ricostruisce completamente la pagina. Se manca una persona in questa lista, sei pregato di non aggiungerla, ma accertati piuttosto che la sua voce biografica contenga il template Bio e che i dati anagrafici siano correttamente compilati. Se il template Bio manca, inseriscilo tu stesso o, in alternativa, metti l'avviso {{tmp\|Bio}} che ne segnala la mancanza. Se i dati riportati sono sbagliati, correggi direttamente la voce biografica; le modifiche saranno visibili in questa lista entro pochi giorni. Per chiarimenti vedi il progetto biografie. La lista contiene solo le 227 persone che sono citate nell'enciclopedia e per le quali è stato implementato correttamente il template Bio. Pagina aggiornata al 18 ago 2025. |

- 1º dicembre - Ercole Baldini, ciclista su strada e pistard italiano (n. 1933)
- 1º dicembre - Gerardo Bianco, politico e latinista italiano (n. 1931)
- 1º dicembre - Mylène Demongeot, attrice e modella francese (n. 1935)
- 1º dicembre - Gaylord Perry, giocatore di baseball statunitense (n. 1938)
- 1º dicembre - Julia Reichert, regista, produttrice cinematografica e attivista statunitense (n. 1946)
- 2 dicembre - Mahmoud Bayati, calciatore e allenatore di calcio iraniano (n. 1928)
- 2 dicembre - Gianfranco Di Pietro, architetto e urbanista italiano (n. 1935)
- 2 dicembre - Frans de Haan, cestista olandese (n. 1938)
- 2 dicembre - Yoshio Kikugawa, calciatore e allenatore di calcio giapponese (n. 1944)
- 2 dicembre - Al Strobel, attore statunitense (n. 1939)
- 3 dicembre - John Edward Critien, religioso e storico dell'arte maltese (n. 1949)
- 3 dicembre - Dominique Lapierre, giornalista, scrittore e filantropo francese (n. 1931)
- 3 dicembre - Pietro Reale, rugbista a 15 italiano (n. 1963)
- 3 dicembre - Guido d'Angelo, politico, dirigente d'azienda e avvocato italiano (n. 1933)
- 3 dicembre - Alžan Žarmuchamedov, cestista sovietico (n. 1944)
- 4 dicembre - Nick Bollettieri, allenatore di tennis statunitense (n. 1931)
- 4 dicembre - Horst Faber, pattinatore artistico su ghiaccio tedesco (n. 1921)
- 4 dicembre - Manuel Göttsching, chitarrista e compositore tedesco (n. 1952)
- 4 dicembre - Edouard Mununu Kasiala, vescovo cattolico della Repubblica Democratica del Congo (n. 1936)
- 4 dicembre - Patrick Tambay, pilota automobilistico, telecronista sportivo e politico francese (n. 1949)
- 5 dicembre - Kirstie Alley, attrice e produttrice cinematografica statunitense (n. 1951)
- 5 dicembre - Carlo Marinelli, musicologo e critico musicale italiano (n. 1926)
- 5 dicembre - Terrence O'Hara, regista statunitense (n. 1945)
- 5 dicembre - Roberto Panichi, pittore e scrittore italiano (n. 1937)
- 5 dicembre - Jim Stewart, produttore discografico statunitense (n. 1930)
- 5 dicembre - Ronaldo Veitía Valdivié, judoka e allenatore di judo cubano (n. 1947)
- 6 dicembre - Antonio D'Amico, stilista, imprenditore e designer italiano (n. 1959)
- 6 dicembre - Beto Fuscão, calciatore brasiliano (n. 1950)
- 6 dicembre - Mills Lane, personaggio televisivo, arbitro di pugilato e giurista statunitense (n. 1937)
- 6 dicembre - Antonio Mercurio, antropologo, filosofo e teologo italiano (n. 1930)
- 6 dicembre - Ichirō Mizuki, cantante, paroliere e compositore giapponese (n. 1948)
- 6 dicembre - Worthy Patterson, cestista statunitense (n. 1931)
- 6 dicembre - Antonio Recalcati, pittore e scultore italiano (n. 1938)
- 7 dicembre - Silvio Hénin, storico, biologo e informatico italiano (n. 1945)
- 7 dicembre - Jan Nowicki, attore polacco (n. 1939)
- 8 dicembre - Tony Allen, calciatore inglese (n. 1939)
- 8 dicembre - Albert Brenner, scenografo statunitense (n. 1926)
- 8 dicembre - David Clines, biblista e docente australiano (n. 1938)
- 8 dicembre - Rostam Ghasemi, politico e generale iraniano (n. 1964)
- 8 dicembre - Miodrag Ješić, calciatore e allenatore di calcio serbo (n. 1958)
- 8 dicembre - Marie-Jane Pruvot, politica francese (n. 1922)
- 8 dicembre - Mohsen Shekari, attivista iraniano (n. 2000)
- 8 dicembre - Yoshishige Yoshida, regista e sceneggiatore giapponese (n. 1933)
- 9 dicembre - Giovanni Costariol, calciatore italiano (n. 1937)
- 9 dicembre - Gian Carlo Ferretti, critico letterario e storico italiano (n. 1930)
- 9 dicembre - Jonathan Goldberg, critico letterario e anglista statunitense (n. 1943)
- 9 dicembre - Qamar Gula, cantante afghana (n. 1952)
- 9 dicembre - Mihály Huszka, sollevatore ungherese (n. 1933)
- 9 dicembre - Joseph Kittinger, aviatore statunitense (n. 1928)
- 9 dicembre - Ruth Madoc, attrice britannica (n. 1943)
- 10 dicembre - John Aler, tenore statunitense (n. 1949)
- 10 dicembre - Beryl Grey, ballerina britannica (n. 1927)
- 10 dicembre - Kihnu Virve, cantante estone (n. 1928)
- 10 dicembre - Antonio Mazzone, politico italiano (n. 1934)
- 10 dicembre - Tshala Muana, cantante della Repubblica Democratica del Congo (n. 1958)
- 10 dicembre - Corrado Sforza Fogliani, banchiere italiano (n. 1938)
- 10 dicembre - Paul Silas, cestista e allenatore di pallacanestro statunitense (n. 1943)
- 10 dicembre - Grant Wahl, giornalista statunitense (n. 1973)
- 11 dicembre - Angelo Badalamenti, compositore, pianista e arrangiatore statunitense (n. 1937)
- 11 dicembre - Walter Bénéteau, ciclista su strada francese (n. 1972)
- 12 dicembre - Alberto Alessi, politico italiano (n. 1939)
- 12 dicembre - Walter Baldessarini, pittore italiano (n. 1936)
- 12 dicembre - Iván Faragó, scacchista ungherese (n. 1946)
- 12 dicembre - Roberto Ferri, cantautore, paroliere e scrittore italiano (n. 1947)
- 12 dicembre - Alexander G. Floyd, botanico australiano (n. 1926)
- 12 dicembre - Mirosław Hermaszewski, cosmonauta polacco (n. 1941)
- 12 dicembre - Kurt Linder, calciatore e allenatore di calcio tedesco (n. 1933)
- 12 dicembre - Cesco Magnolato, pittore e incisore italiano (n. 1926)
- 12 dicembre - Stuart Margolin, attore e regista statunitense (n. 1940)
- 12 dicembre - Kim Mohan, autore di giochi e curatore editoriale statunitense (n. 1949)
- 12 dicembre - Claude Mossé, storica e scrittrice francese (n. 1924)
- 12 dicembre - Hermann Nuber, allenatore di calcio e calciatore tedesco (n. 1935)
- 12 dicembre - Latinka Perović, politica e storica serba (n. 1933)
- 12 dicembre - Philippa Roe, politica britannica (n. 1962)
- 12 dicembre - Aida Rostami, medico iraniana
- 12 dicembre - Betti Zambruno, cantante italiana (n. 1954)
- 13 dicembre - Miguel Barbosa Huerta, politico e avvocato messicano (n. 1959)
- 13 dicembre - Stephen Boss, ballerino, conduttore televisivo e attore statunitense (n. 1982)
- 13 dicembre - Ludwig Hoffmann-Rumerstein, nobile, religioso e avvocato austriaco (n. 1937)
- 13 dicembre - Benito Penna, pugile italiano (n. 1940)
- 13 dicembre - Carlo Riccardi, fotografo, fotoreporter e pittore italiano (n. 1926)
- 13 dicembre - Frank Salemme, mafioso e collaboratore di giustizia statunitense (n. 1933)
- 14 dicembre - Angelo Angelelli, arbitro di calcio italiano (n. 1946)
- 14 dicembre - Riccardo Giovanelli, astronomo e fisico italiano (n. 1946)
- 14 dicembre - Mariano Guzzini, politico italiano (n. 1943)
- 14 dicembre - Billie Moore, allenatrice di pallacanestro statunitense (n. 1943)
- 14 dicembre - Faustino Turra, calciatore italiano (n. 1939)
- 15 dicembre - Idrio Bui, ciclista su strada italiano (n. 1932)
- 15 dicembre - Renée Colliard, sciatrice alpina svizzera (n. 1933)
- 15 dicembre - Louis Orr, cestista e allenatore di pallacanestro statunitense (n. 1958)
- 16 dicembre - Huzihiro Araki, fisico e matematico giapponese (n. 1932)
- 16 dicembre - Daniela Giordano, attrice e modella italiana (n. 1946)
- 16 dicembre - Siniša Mihajlović, calciatore e allenatore di calcio serbo (n. 1969)
- 16 dicembre - Jose Maria Sison, scrittore e politico filippino (n. 1939)
- 17 dicembre - Ronald Dennis, attore, ballerino e cantante statunitense (n. 1944)
- 17 dicembre - Dieter Henrich, filosofo tedesco (n. 1927)
- 17 dicembre - Blanca Heredia, modella e insegnante venezuelana (n. 1934)
- 17 dicembre - Mike Hodges, sceneggiatore, regista e drammaturgo britannico (n. 1932)
- 17 dicembre - Dante Marraccini, giornalista, scrittore e sceneggiatore italiano (n. 1934)
- 17 dicembre - Manuel Muñoz, calciatore cileno (n. 1928)
- 17 dicembre - Nélida Piñon, scrittrice brasiliana (n. 1937)
- 17 dicembre - Severino Poletto, cardinale e arcivescovo cattolico italiano (n. 1933)
- 17 dicembre - Mario Sconcerti, giornalista e scrittore italiano (n. 1948)
- 17 dicembre - Urmas Sisask, compositore e direttore di coro estone (n. 1960)
- 18 dicembre - Lando Buzzanca, attore e cantante italiano (n. 1935)
- 18 dicembre - Terry Hall, cantante e musicista britannico (n. 1959)
- 18 dicembre - Ken Pears, calciatore canadese (n. 1934)
- 18 dicembre - Emilio Pegoraro, politico e partigiano italiano (n. 1921)
- 18 dicembre - Franz Schmedt, giornalista tedesco (n. 1932)
- 18 dicembre - Alessandra Vignoli, poetessa italiana (n. 1943)
- 18 dicembre - Gavin Weightman, giornalista britannico (n. 1945)
- 19 dicembre - Max Brito, rugbista a 15 ivoriano (n. 1971)
- 19 dicembre - Claudisabel, cantante portoghese (n. 1976)
- 19 dicembre - Stanley Drucker, clarinettista statunitense (n. 1929)
- 19 dicembre - Mircea Dușa, politico rumeno (n. 1955)
- 19 dicembre - Sonya Eddy, attrice statunitense (n. 1967)
- 19 dicembre - Erwin Josef Ender, arcivescovo cattolico tedesco (n. 1937)
- 19 dicembre - Jamila Ksiksi, politica tunisina (n. 1968)
- 19 dicembre - Per-Ola Lindberg, nuotatore svedese (n. 1940)
- 19 dicembre - Sandro Martini, pittore italiano (n. 1941)
- 19 dicembre - Don McKenney, hockeista su ghiaccio canadese (n. 1934)
- 19 dicembre - Roberto Sampietro, chirurgo italiano (n. 1941)
- 19 dicembre - Al Smith, cestista statunitense (n. 1947)
- 19 dicembre - Rudolf Vraniak, cestista e allenatore di pallacanestro cecoslovacco (n. 1931)
- 20 dicembre - Chia Boon Leong, allenatore di calcio e calciatore singaporiano (n. 1925)
- 20 dicembre - Luciano Padovese, teologo italiano (n. 1932)
- 20 dicembre - Maya Picasso, mecenate francese (n. 1935)
- 20 dicembre - Laura Podestà, nuotatrice italiana (n. 1954)
- 20 dicembre - Mario Sabbieti, giornalista, scrittore e editore italiano (n. 1930)
- 21 dicembre - Emma Almanza, cestista messicana (n. 1925)
- 21 dicembre - Alberto Asor Rosa, critico letterario, storico della letteratura e saggista italiano (n. 1933)
- 21 dicembre - Tony Barry, attore e attivista australiano (n. 1941)
- 21 dicembre - Aminah Cendrakasih, attrice indonesiana (n. 1938)
- 21 dicembre - Franz Gertsch, pittore svizzero (n. 1930)
- 21 dicembre - Gordy Giovanelli, canottiere statunitense (n. 1925)
- 21 dicembre - Franco Harris, giocatore di football americano statunitense (n. 1950)
- 21 dicembre - Ronnie Hillman, giocatore di football americano statunitense (n. 1991)
- 21 dicembre - Mauro Sabbione, compositore, pianista e tastierista italiano (n. 1957)
- 21 dicembre - György Tumpek, nuotatore ungherese (n. 1929)
- 22 dicembre - Thom Bell, cantautore e produttore discografico statunitense (n. 1943)
- 22 dicembre - Cecilia Contu, politica italiana (n. 1936)
- 22 dicembre - Vera Gutkina, pittrice, poetessa e scrittrice russa (n. 1953)
- 22 dicembre - Guido Pistocchi, trombettista, cantante e arrangiatore italiano (n. 1937)
- 22 dicembre - Anton Tkáč, pistard cecoslovacco (n. 1951)
- 22 dicembre - Ronan Vibert, attore britannico (n. 1964)
- 22 dicembre - Walter Washington, cantante e chitarrista statunitense (n. 1943)
- 22 dicembre - Big Scarr, rapper statunitense (n. 2000)
- 23 dicembre - George Cohen, calciatore inglese (n. 1939)
- 23 dicembre - Maria Del Monte, attrice e cantante italiana (n. 1945)
- 23 dicembre - Trevor Fancutt, tennista e allenatore di tennis sudafricano (n. 1934)
- 23 dicembre - József Fitos, calciatore e allenatore di calcio ungherese (n. 1959)
- 23 dicembre - Emine Kara, attivista curda (n. 1974)
- 23 dicembre - Jorge Maya, cestista uruguaiano (n. 1944)
- 23 dicembre - José Francisco Rojo, calciatore e allenatore di calcio spagnolo (n. 1947)
- 23 dicembre - Genaro Sermeño, calciatore salvadoregno (n. 1948)
- 23 dicembre - Philippe Streiff, pilota automobilistico francese (n. 1955)
- 24 dicembre - Vittorio Adorni, ciclista su strada, dirigente sportivo e conduttore televisivo italiano (n. 1937)
- 24 dicembre - Pavel Antov, imprenditore e politico russo (n. 1957)
- 24 dicembre - Stephan Bonnar, artista marziale misto, lottatore e pugile statunitense (n. 1977)
- 24 dicembre - Kenton Edelin, cestista statunitense (n. 1962)
- 24 dicembre - Cotton Davidson, giocatore di football americano statunitense (n. 1931)
- 24 dicembre - Franco Frattini, politico e magistrato italiano (n. 1957)
- 24 dicembre - Elena Gianini Belotti, pedagogista e scrittrice italiana (n. 1929)
- 24 dicembre - Gerd Lochmann, pesista tedesco (n. 1948)
- 24 dicembre - Andrzej Pstrokoński, cestista e allenatore di pallacanestro polacco (n. 1936)
- 24 dicembre - Tunisha Sharma, attrice indiana (n. 2002)
- 24 dicembre - Francesco Silvestri, drammaturgo, attore teatrale e regista teatrale italiano (n. 1958)
- 24 dicembre - Kathy Whitworth, golfista statunitense (n. 1939)
- 25 dicembre - Jean Blondel, politologo e saggista francese (n. 1929)
- 25 dicembre - Françoise Bourdin, scrittrice e sceneggiatrice francese (n. 1952)
- 25 dicembre - Reynaldo Boury, regista televisivo brasiliano (n. 1932)
- 25 dicembre - Claudio Donelli, politico italiano (n. 1928)
- 25 dicembre - Paul Fox, produttore discografico e tastierista statunitense (n. 1954)
- 25 dicembre - Fabián O'Neill, calciatore uruguaiano (n. 1973)
- 25 dicembre - Henryk Szordykowski, mezzofondista polacco (n. 1944)
- 26 dicembre - Sergej Dmitriev, calciatore e allenatore di calcio sovietico (n. 1964)
- 26 dicembre - Blasco Giurato, direttore della fotografia italiano (n. 1941)
- 26 dicembre - Cosimo Izzo, politico italiano (n. 1943)
- 26 dicembre - António Mega Ferreira, giornalista e scrittore portoghese (n. 1949)
- 26 dicembre - No Kum-sok, aviatore nordcoreano (n. 1932)
- 26 dicembre - Nicola Signorello, politico italiano (n. 1926)
- 26 dicembre - Gianfranco Volpato, calciatore italiano (n. 1940)
- 26 dicembre - Yi Ok-seon, attivista sudcoreana (n. 1927)
- 26 dicembre - Carlo d'Ippolito di Sant'Ippolito, dirigente d'azienda italiano (n. 1933)
- 27 dicembre - Arnie Ferrin, cestista e dirigente sportivo statunitense (n. 1925)
- 27 dicembre - Andrzej Iwan, calciatore polacco (n. 1959)
- 27 dicembre - Pierre Le Guen, fumettista e scrittore francese (n. 1929)
- 27 dicembre - Rodolfo Micheli, calciatore argentino (n. 1930)
- 27 dicembre - André Miquel, arabista, storico e traduttore francese (n. 1929)
- 27 dicembre - Dave Richardson, hockeista su ghiaccio canadese (n. 1940)
- 27 dicembre - Giorgio Salmoiraghi, pittore italiano (n. 1936)
- 27 dicembre - Imre Szöllősi, canoista ungherese (n. 1941)
- 28 dicembre - Tamara Baroni, attrice e modella italiana (n. 1947)
- 28 dicembre - Bernard Barsi, arcivescovo cattolico francese (n. 1942)
- 28 dicembre - Cesare Cavalleri, giornalista, editore e critico letterario italiano (n. 1936)
- 28 dicembre - Carlo Fuscagni, giornalista italiano (n. 1933)
- 28 dicembre - Hirofumi Numata, cestista giapponese (n. 1952)
- 28 dicembre - Valda Osborn, pattinatrice artistica su ghiaccio britannica (n. 1934)
- 28 dicembre - Tony Vaccaro, fotografo statunitense (n. 1922)
- 28 dicembre - Linda de Suza, cantante e scrittrice portoghese (n. 1948)
- 29 dicembre - Ėduard Nikolaevič Artem'ev, compositore russo (n. 1937)
- 29 dicembre - Robert Boggi, arbitro di calcio italiano (n. 1955)
- 29 dicembre - Pierre Bouladou, sollevatore francese (n. 1925)
- 29 dicembre - Noël Dejonckheere, ciclista su strada, pistard e dirigente sportivo belga (n. 1955)
- 29 dicembre - Ruggero Deodato, regista, sceneggiatore e attore italiano (n. 1939)
- 29 dicembre - Arata Isozaki, architetto giapponese (n. 1931)
- 29 dicembre - Antonio Parella Trallero, hockeista su pista e allenatore di hockey su pista spagnolo (n. 1937)
- 29 dicembre - Giovanni Pezzoli, batterista italiano (n. 1952)
- 29 dicembre - Edgar Savisaar, politico estone (n. 1950)
- 29 dicembre - Dany Theis, calciatore lussemburghese (n. 1967)
- 29 dicembre - János Varga, lottatore ungherese (n. 1939)
- 29 dicembre - Vivienne Westwood, stilista e attivista britannica (n. 1941)
- 29 dicembre - Pelé, calciatore e dirigente sportivo brasiliano (n. 1940)
- 30 dicembre - Vladimir Barkaja, calciatore sovietico (n. 1937)
- 30 dicembre - Francesca Colombini Cinelli, dirigente d'azienda italiana (n. 1931)
- 30 dicembre - Rex Hartwig, tennista australiano (n. 1929)
- 30 dicembre - Uche Nwaneri, giocatore di football americano statunitense (n. 1984)
- 30 dicembre - Johnny Powers, wrestler e imprenditore canadese (n. 1943)
- 30 dicembre - Luann Ryon, arciera statunitense (n. 1953)
- 30 dicembre - Barbara Walters, giornalista, scrittrice e conduttrice televisiva statunitense (n. 1929)
- 31 dicembre - Sergej Bautin, hockeista su ghiaccio russo (n. 1967)
- 31 dicembre - Papa Benedetto XVI, papa, arcivescovo cattolico e cardinale tedesco (n. 1927)
- 31 dicembre - Mohamed Cherkaoui, politico marocchino (n. 1921)
- 31 dicembre - Michele Cocchi, psicoterapeuta e scrittore italiano (n. 1979)
- 31 dicembre - Svante af Klinteberg, cestista svedese (n. 1939)
- 31 dicembre - Anita Pointer, cantautrice statunitense (n. 1948)
- 31 dicembre - Willie Taylor, cestista statunitense (n. 1980)